# Adelopomorpha
Adelopomorpha is een geslacht van kevers uit de familie van de loopkevers (Carabidae). De wetenschappelijke naam van het geslacht is voor het eerst geldig gepubliceerd in 1916 door Heller.

## Soorten
Het geslacht Adelopomorpha is monotypisch en omvat slechts de volgende soort:
- Adelopomorpha glabra Heller, 1916